# Villalba de Rioja
Villalba de Rioja és un municipi de la Rioja, a la regió de la Rioja Alta, al vessant sud dels montes Obarenes. Limita amb les províncies d'Àlaba i de Burgos. Pel municipi transcorre el rierol Esperamalo tributari del riu Ebre.

## Història
Va pertànyer al Bisbat de Calahorra. Fins a la creació de la província de Logronyo, en 1833, era el partit judicial de la localitat burgalesa de Miranda de Ebro, s'anomenava Villalba de Miranda. La seva història va estar lligada a la de la família dels Ruiz del Castillo, posseïdora d'un fort mayorazgo, i especialment a la del seu il·lustre fill Pedro del Castillo, nascut en 1521 i mort en 1569 a Panamà. Aquest va marxar a les Índies, i va formar part de nombroses expedicions colonitzadores així com en la Guerra d'Arauco, sent immortalitzat en "La Araucana" per Alonso de Ercilla. Va fundar en 1561, la ciutat argentina de Mendoza.